# アレハンドロ・ガルナチョ
アレハンドロ・ガルナチョ・フェレイラ（Alejandro Garnacho Ferreyra, 2004年7月1日 - ）は、スペイン・マドリード出身のサッカー選手。プレミアリーグ・マンチェスター・ユナイテッドFC所属。アルゼンチン代表。ポジションはFW。
マドリード出身であるが、アルゼンチン人の母親を通じてアルゼンチン代表の資格を持つ。

## クラブ経歴

### ユース時代

#### アトレティコ・マドリード
2015年、ヘタフェCFからアトレティコ・マドリードのカンテラに加入。加入後すぐに頭角を現し、1試合で13ゴールなどの成績を収めている。

#### マンチェスター・ユナイテッド
2020年10月にマンチェスター・ユナイテッドFCの下部組織に加入した。移籍に際し、アトレティコ・マドリードには42万ポンドが支払われた。

### プロキャリア

#### マンチェスター・ユナイテッド
2021年7月にガルナチョはクラブとプロ契約を結んだ。
2022年4月28日、プレミアリーグのチェルシーFC戦にて、91分にアンソニー・エランガとの途中交代でトップチームデビュー並びにプロデビューを果たした。
2022年5月、同月12日に行われたFAユースカップ決勝（ノッティンガム・フォレストU-18戦）では圧巻の2ゴールを決め、2011年以来の優勝に導くなどの活躍が評価されて、アカデミーのベストプレーヤーに贈られるジミー・マーフィー年間最優秀若手選手に選出されている。
2022年10月27日、UEFAヨーロッパリーグ 2022-23グループステージ第5節FCシェリフ戦にスタメン出場。3-0で勝利した試合後に「現実なのか夢なのか分からない」とポルトガル代表FWクリスティアーノ・ロナウドとの共闘を喜んだ。この試合でMOMと傑出したパフォーマンスをみせたガルナチョに対し、ポール・スコールズは「若き日のロナウド」と大絶賛した。リーグ第16節のフルハム戦では決勝ゴールを挙げた。2023年1月14日に行われたマンチェスター・シティとのマンチェスター・ダービーでラッシュフォードの決勝点をアシストし、勝利に貢献した。しかし、3月12日に行われたサウサンプトン戦で相手選手のタックルによって右足首を負傷し、長期離脱が余儀なくされた。4月28日にクラブとの2028年までの契約延長オファーに合意した。2023年11月26日に行われたリーグ第13節のエヴァ―トン戦では前半3分に右からのクロスに合わせオーバーヘッドキックでゴール右隅に勢いよく蹴り込み、2011年のマンチェスター・ダービーでのウェイン・ルーニーを彷彿とさせる先制ゴールを決めた。ゴールを決めた後にはクリスティアーノ・ロナウドのゴールパフォーマンスを披露した。2024年12月17日にはこのゴールによりFIFAプスカシュ賞を受賞した。

## 代表経歴
スペインとアルゼンチンの国籍を持つガルナチョは、2021年にU-18スペイン代表で3試合に出場した。
2022年3月7日、2022 FIFAワールドカップ・予選に臨むアルゼンチン代表に招集された。出場機会はなかったものの、これ以降はアルゼンチン代表でプレーすることを選択し、同月26日に開催されたU-20アメリカ合衆国代表戦にU-20アルゼンチン代表として出場した。
2023年6月15日、オーストラリア代表との親善試合でA代表初出場。

## タイトル

### クラブ
マンチェスター・ユナイテッド
- EFLカップ：2022-23
- FAカップ：2023-24

### 代表
アルゼンチン代表
- コパ・アメリカ: 2024

### 個人
- プレミアリーグ月間最優秀ゴール：2023年11月
- プレミアリーグ年間最優秀ゴール：2023-24
- BBCゴール・オブ・ザ・シーズン：2023-24
- FIFAプスカシュ賞: 2024